# Ocriplasmine
Ocriplasmine  (merknaam: Jetrea) is een geneesmiddel voor de behandeling van symptomatische vitreomaculaire adhesie (VMA), inbegrepen maculagaatjes (in de gele vlek van het netvlies). Bij VMA vervormt glasvocht het netvlies en ontstaat vervormd en verminderd zicht. Het is het eerste geneesmiddel voor deze aandoening, die voorheen enkel met een oogoperatie kon genezen worden. Het moet eenmalig ingespoten worden in het aangetaste oog.
Ocriplasmine is een recombinant-DNA-geneesmiddel. Het is een verkorte vorm van het eiwit plasmine. Het werd ontwikkeld door het Leuvense bedrijf ThromboGenics. Het werd door het team van prof. Peter Stalmans aan het Universitair Ziekenhuis Leuven oorspronkelijk onderzocht om het glasvocht weker te maken vooraleer een vitrectomie (oogoperatie) uit te voeren. Bij sommige patiënten met VMA die met het middel werden ingespoten bleek de operatie echter niet meer nodig: ze genazen van hun aandoening. In de klinische proef loste ocriplasmine in 26,5% van de gevallen de aandoening op.
Ocriplasmine werd door de Amerikaanse FDA toegelaten op 17 oktober 2012. Het kwam in januari 2013 in de Verenigde Staten op de markt, aan 3.950 dollar voor een dosis van 2 milliliter. Het alternatief, een oogoperatie, kost rond de 12.000 dollar.
Jetrea werd op 13 maart 2013 toegelaten in de Europese Unie.